# Paolo Goltz
Paolo Duval Goltz (Hasenkamp, 12 maggio 1985) è un ex calciatore argentino, di ruolo difensore.

## Palmarès

### Club

#### Competizioni internazionali
- Coppa Sudamericana: 1

Lanús: 2013

#### Competizioni nazionali
- Campionato argentino: 1

Boca Juniors: 2017-2018
- Supercopa Argentina: 1

Boca Juniors:2018